# Moschoryne
Moschoryne (ukrainisch Мошорине; russisch Мошорино/Moschorino) ist ein Dorf der Landgemeinde Subotzi in der Oblast Kirowohrad in der Ukraine.

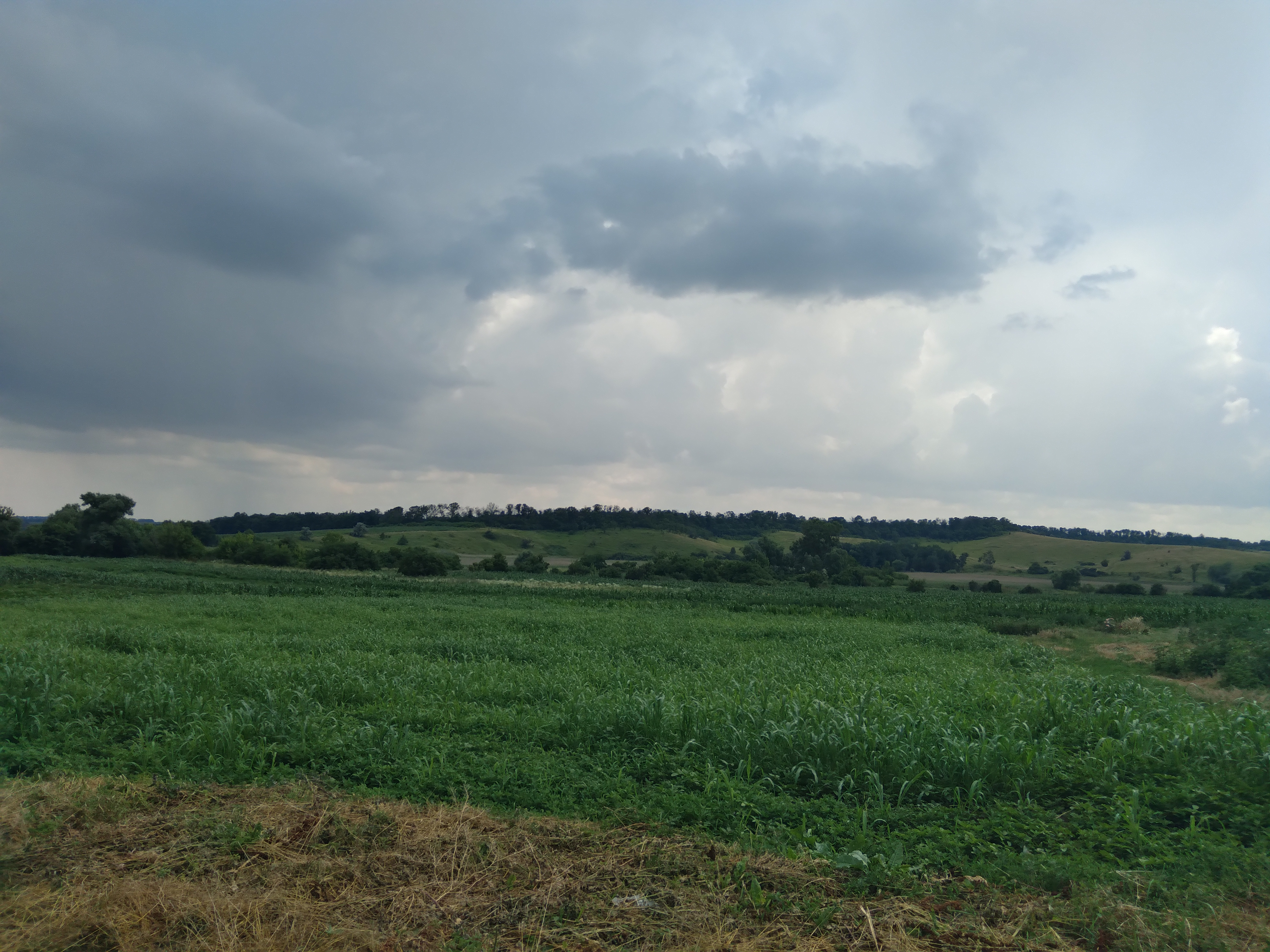
Ländliche Landschaft

## Geschichte
Das Dorf wurde Mitte des 18. Jahrhunderts von serbischen Einwanderern gegründet. 1785 starb hier Semen Klymowskyj, der Autor des ukrainischen Volksliedes „Es ritt ein Kosak über die Donau“.
1886 lebten hier 3359 Menschen.

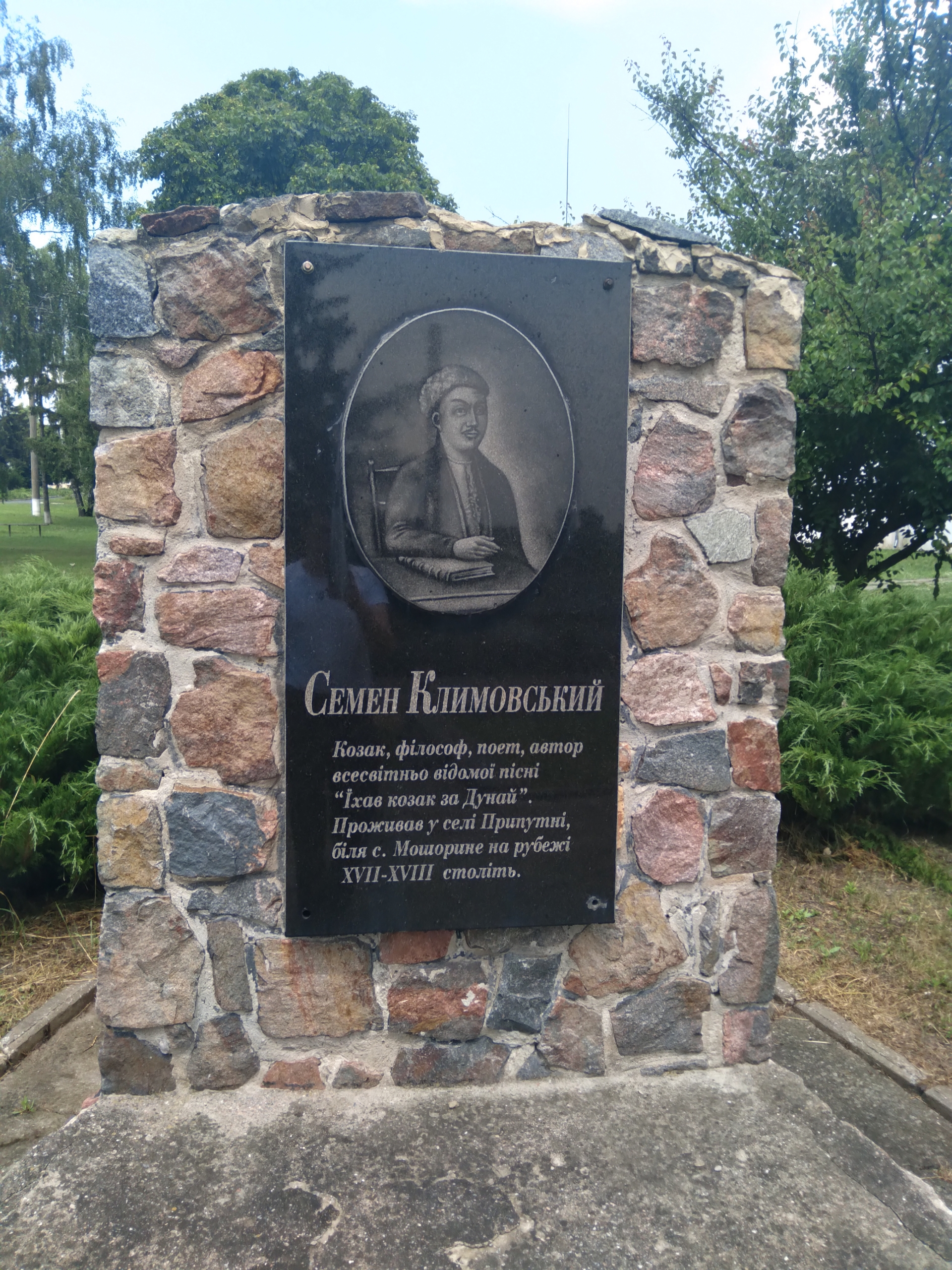
Denkmal für Semen Klymowskyj

Mindestens 26 Dorfbewohner starben während des Holodomor.

## Geographie
Der Fluss Beschka fließt durch das Gebiet des Dorfes.

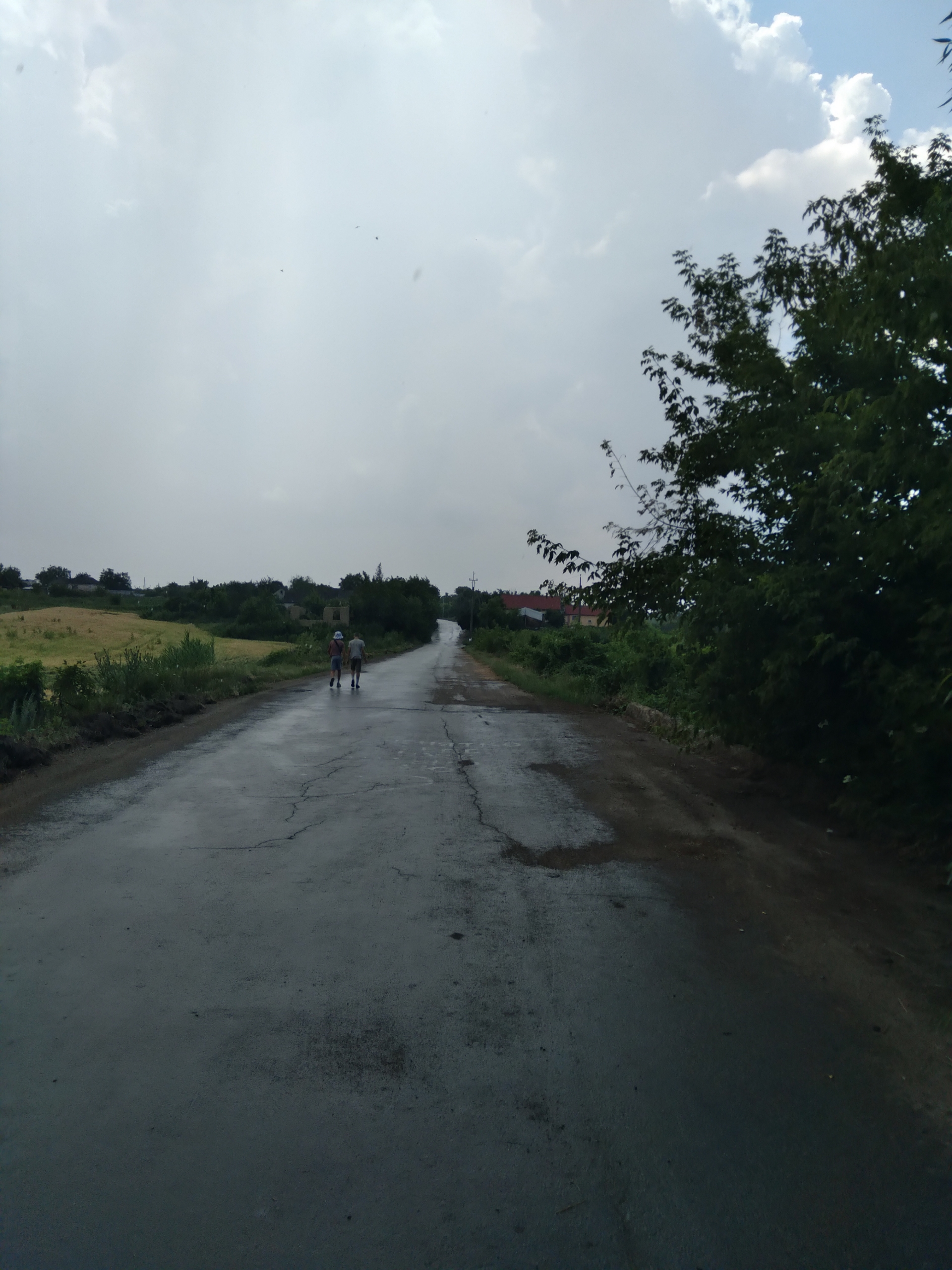
Eine Brücke über den Fluss Beschka

Am 12. Juni 2020 wurde das Dorf ein Teil der neugegründeten Landgemeinde Subotzi, bis dahin bildete es zusammen mit dem Dorf Wassyne (Васине) die gleichnamige Landratsgemeinde Moschoryne (Мошоринська сільська рада/Moschorynska silska rada) im Süden des Rajons Snamjanka.
Am 17. Juli 2020 kam es im Zuge einer großen Rajonsreform zum Anschluss des Rajonsgebietes an den Rajon Kropywnyzkyj.